# Flotta, Shetlandsöarna
Flotta är en ö i Storbritannien.   Den ligger i kommunen Shetlandsöarna och riksdelen Skottland, i den norra delen av landet, 1 000 km norr om huvudstaden London, mellan Storbritannien och Norge. Den ligger sydväster om Shetlands Mainland. Öns namn har troligtvis sitt ursprung från fornnordiska, från "flatey" som betyder flat ö, det vill säga platt ö. Dess högsta punkt är endast tio meter över havet. Flotta ligger norr om ön Hoy och söder om ön Greena. Samtliga tre öar ligger i viken Weisdale Voe.